# حاسي الرمل
حاسي الرمل بلدية بولاية الأغواط.
تبعد بحوالي 120 كلم عن عاصمة الولاية وتعتبر من بين أغنى البلديات نظريا لكن في الواقع هي أفقرها، تتوفر علي حقول الغاز ويعتبر مشروع محطة توليد الكهرباء بالطاقة الشمسية والغاز في حاسي الرمل حل إيكولوجي وبديل طاقوي.
اسهام هذه البلدية في الاقتصاد الوطني كبير و كبير جدا، حيث تنتج ما يفوق الـ 100 مليار مترمكعب من الغاز الطبيعي السنوي بصادرات تفوق الـ 20 مليار دولار و امساهمة في الناتج الاجمالي الخام بأكثر من 50 مليار دولار سنويا، نسبة المساهمة تتراوح مابين 25% و 33% في اقتصاد الجزائر.
تمثل هذه المنطقة أهمية استراتيجية بالغة لدولة الجزائر بحيث أن معظم أنابيب الطاقة تتجمع فيها و منها تنطلق نحو باقي أنحاء الوطن بل و تصل حتى أوربا.
إن مشروع إنجاز محطة هجينة تجمع بين الشمس والغاز وهي الأولى من نوعها في العالم تسجل معلما هاما في تجسيد سياسة ترويج الطاقات المتجددة واقتصاد الطاقة المبنية على تنويع المصادر وتنضيدها. وعلى الاقتصاد في أنواع الوقود الأحفوري، وتطوير نظام طاقوي مستديم تدعمه الطاقة الشمسية المتوافرة بكثرة في الجزائر.
ومحطة التوليد الجديدة للكهرباء هذه التي تقام في حاسي الرمل يتمثل تشكيلها في الدورة المركبة قوامها الغاز من 130 م ووحقل شمسي من مركزات التقاط الحرارة الشمسية بقوة 30 م واط تقريبا. وسيفوق نصيب الإنتاج انطلاقا من الحقل الشمسي %5 من مجموع إنتاج الكهرباء. والذي يتولى تطوير هذا المشروع هو فرع NEAL (الجزائر للطاقة الجديدة) وهي شركة تساهم فيها سونلغاز وسوناطراك بمقدار %45 لكل واحدة منها وشركة SIM (سيم) (%10 من الأسهم).
إن هذا المشروع المبتدع من حيث حجمه واختيار التكنولوجيا الهجينة الجامعة بين الغاز والشمس تبلغ طاقته الصافية المنشأة نحو 15 م ووقد تطلب استثمارا بمبلغ 315,8 مليون يورو. وقد أسند عقد من نمط (BOO) : تصميم، بناء، استغلال وصيانة، إلى الشركة الإسبانية Abener – (أبينر) التي تعد بمثابة زعيم عالمي في هذا الميدان. وقد حددت مدة الإنتاج ب33 شهرا وتم توقيع المستندات التعاقدية في 16 ديسمبر.2006

## جغرافيا

### الموقع
| بن ناصر بن شهرة | بن ناصر بن شهرة ، الخنق | الخنق    |
| بن ناصر بن شهرة | إسم ؟                   | الخنق    |
| حاسي الدلاعة    | ولاية غرداية            | عين ماضي |

## الجانب التنموي

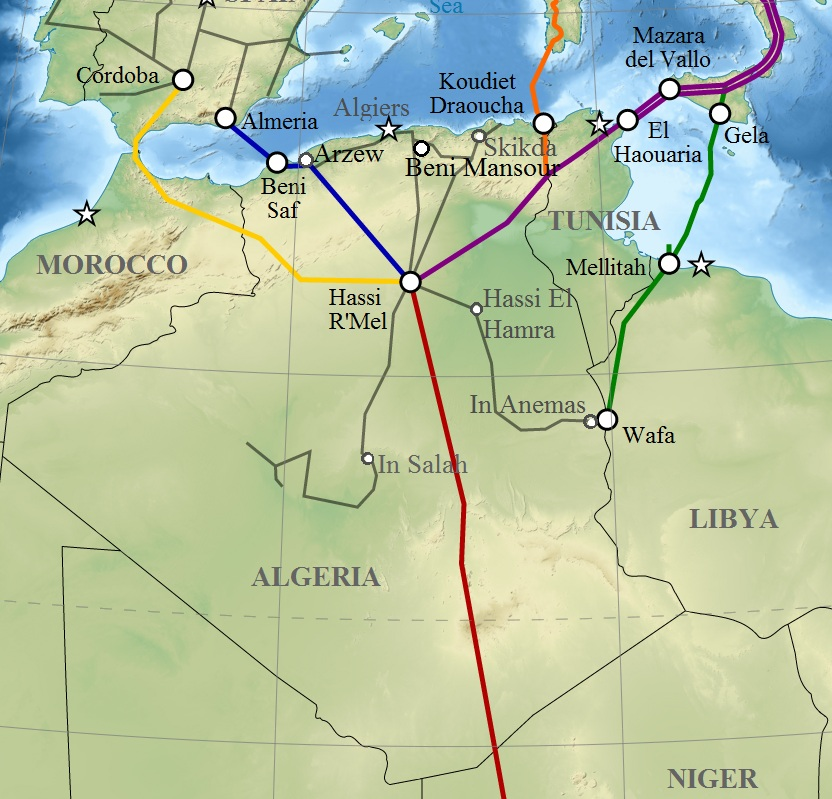
حاسي رمل عاصمة الغاز في الجزائر

رغم انها تعد أهم منطقة استراتيجية في دولة الجزائر ...اذ تعد نقطة تجمع معظم أنابيب البترول والغاز في هذا البلد ..... الا أنها تفتقر لمظاهر الازدهار ....فالجانب التنموي بهذه المدينة متردي .... من يزورها يتسائل ان كانت هذه مدينة طاقوية.
و هذا يستدعي من المسيرين المحليين وضع خطة تنموية مستعلجة و ناجعة تخص هذه المنطقة.
```
يرجح ان يكون سبب هذا النقص في التنمية هو وقوعها فوق منطقة أخطار كبرى لكن مع بناء المدينة الجديدة 
بليل
 و ترحيل سكان المدينة إليها .... تبقى 
بليل
 مجرد قرية صغيرة و هي تفتقر بدورها لأهم المرافق الحيوية.
```

## المدينة الجديدةبليل
تبعد عن حاسي رمل بحوالي 40 كم شمالا و 78 كم جنوب مدينة الأغواط عاصمة ولاية الأغواط.
نظرا لوقوع مدينة حاسي الرمل على منطقة أخطار كبرى - وقوعها فوق أحد أكبر حقول غاز في أفريقيا- قررت السلطات الجزائرية نقل السكان إلى منطقة آمنة نسبيا. فتقرر بناء مدينة جديدة قرب واد نيلي.

## نظرة مستقبلية لتطوير المنطقة

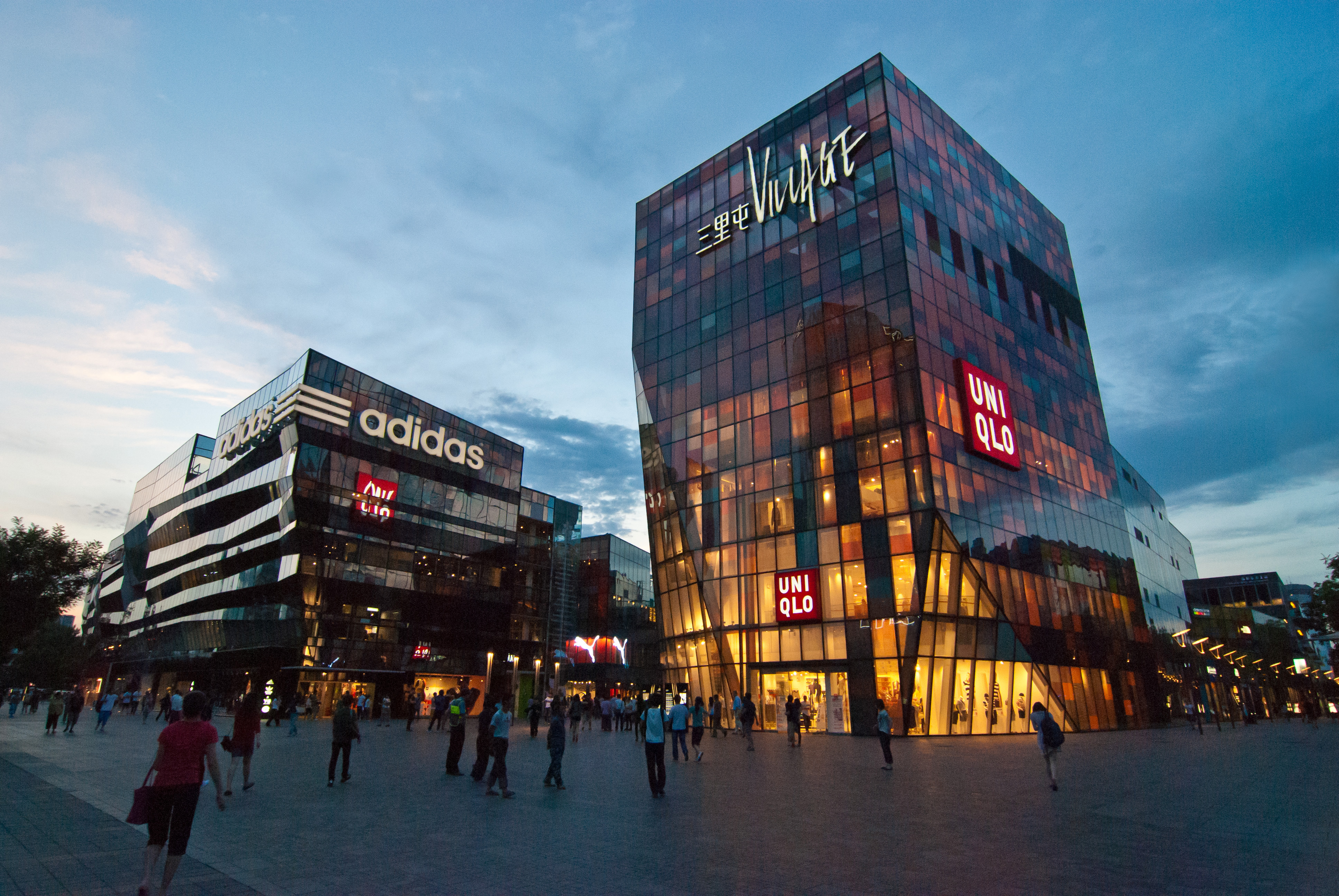

هنالك رؤية للنهوض بالتنمية في المنطقة تتمثل في :
- ربط المدينة بعاصمة الولاية عن طريق قطار فائق السرعة.
- انشاء أبراج حديثة تكون بمثابة مقرات للشركات الطاقوية العاملة بالجهة.
- استحداث مرافق تنموية كالأسواق التجارية الحديثة و المستشفيات العصرية و معاهد متخصصة في تكوين اطارات تعمل في مجال الغاز و الكهرباء و البترول.
- انشاء مدينتين ثانويتين في الطريق الى عاصمة الولاية الأغواط من أجل اعطاء أهمية ديموغرافية للمنطقة.
- انجاز الساحات العمومية الواسعة و المتنزهات و مرافق الترفيه.

## وصلات خارجية
1. ↑  "Wilaya de Laghouat : répartition de la population résidente des ménages ordinaires et collectifs, selon la commune de résidence et la dispersion" (PDF). مؤرشف من الأصل (PDF) في 2023-06-07.. Données du recensement général de la population et de l'habitat de 2008 sur le site de l'الديوان الوطني للإحصائيات (الجزائر).
2. ↑  "الأغواط: سكان القصدير بحاسي الرمل يعيشون التهميش" (بAr-AR). Archived from the original on 2024-12-14. Retrieved 2023-02-24.{{استشهاد ويب}}:  صيانة الاستشهاد: لغة غير مدعومة (link)